# Winograd (rejon kołomyjski)
Winograd (ukr. Виноград) – wieś w rejonie kołomyjskim obwodu iwanofrankiwskiego.
W II Rzeczypospolitej miejscowość była początkowo samodzielną gminą jednostkową województwa stanisławowskiego. W 1934 roku weszła w skład zbiorowej gminy Otynia w powiecie tłumackim.
Wieś liczy 1318 mieszkańców.